# Вуич, Николай Егорович
Николай Егорович Вуич (3 (15) января 1814, Вятка ― 27 января (8 февраля) 1850, Вологда) — русский поэт.

## Биография
Из дворян сербского происхождения. Сын вятского губернского прокурора. Получил домашнее воспитание. В 1830 году ― унтер-офицер, в 1831―1832 годах ― юнкер лейб-гвардии Уланского Его Величества полка. Участник военных действий в Польше (1831―1832). С 1834 года ― корнет, с 1835 года ― поручик 14-го Митавского гусарского полка. Уволен по прошению (1837) в чине штаб-ротмистра. Жил в Вологде, где сблизился с В. И. Соколовским, которому посвятил стихотворение «Две поры» (1838) и «Певец» (1839). Входил в группу вологодских литераторов, участников невышедшего сборника, посвящённого П. А. Плетнёву. Печатался в журналах «Галатея» (1839―1840), «Отечественные записки» (1839―1841) и «Литературной газете» (1841). В 1840―1843 гг. служил в Вологодской удельной конторе депутатом по Вологодскому, Грязовецкому и Кадниковскому уездам (с 1843 ― коллежский секретарь). Чиновник особых поручений Вологодской казённой палаты (1844―1849). Программное стихотворение Вуича «Лучшая доля» ― апология возвышенной доли народного поэта (1841). В 1837 году Вуич пишет стихотворение «На смерть А. С. Пушкина». Любовные стихи Вуича отличает повышенная экспрессивность («Ревность» ― 1840). В лирических стихотворениях Вуича заметно влияние творчества М. Ю. Лермонтова («Дума» ― 1840).